# Chromogobius zebratus
Chromogobius zebratus är en fiskart som först beskrevs av Kolombatovic, 1891.  Chromogobius zebratus ingår i släktet Chromogobius och familjen smörbultsfiskar. IUCN kategoriserar arten globalt som livskraftig. Inga underarter finns listade i Catalogue of Life.